# Påvepalatset i Avignon
Påvepalatset (franska: Palais des Papes) i Avignon i Frankrike är en av de största byggnaderna från europeisk medeltid. I sin största utsträckning omfattade palatset 11 000 kvadratmeter. Det uppfördes i två faser mellan 1335 och 1364 och har väggar som är mer än fem meter tjocka och står på en naturlig klippa som gjorde den svår att inta.
Murarna, som byggdes före 1348, är välbevarade. De utgör inget särskilt starkt befästningsverk, då påvarna istället satsade på att befästa själva påvepalatset. Efter franska revolutionen användes palatset i många år som militärförläggning och är numera museum. Tillsammans med den romanska katedralen Notre-Dame des Doms d'Avignon och den gamla bron Pont d'Avignon från 1100-talet blev palatset inskrivet på Unescos världsarvslista 2005.

## Kyrklig historia
År 1303 grundade påve Bonifatius VIII ett universitet i staden som blev berömt för sina juridikstudier. Universitetet var bland Frankrikes främsta i detta fack fram till franska revolutionen.
Clemens V valde 1309 att bosätta sig i Avignon. År 1348 sålde grevinnan Johanna av Provence staden till påve Clemens VI för 80 000 guldgyllen.
Det påvliga hovet präglades av korruption och en lössläppt livsstil. Bland kritikerna av korruptionen i staden finner man bland andra Francesco Petrarca, som bidrog till att göra hovet uppmärksamt på situationen. Den italienske humanisten och poeten bodde under långa perioder i trakten av Avignon. Det fanns också två kvinnor som speciellt utmärkte sig i arbetet för att få påven tillbaka till sitt egentliga biskopssäte, Rom, Katarina av Siena och Birgitta av Vadstena.
Även om staden, efter att Gregorius XI år 1377 flyttat till Rom, fortfarande var säte för flera motpåvar tillhörde staden heliga stolen fram till 1791, då staden åter ställdes under fransk jurisdiktion istället för Vatikanstaten.
Påvens avresa till Rom 1377 utlöste den stora västliga schismen. Sedan schismen lösts styrdes Avignon från år 1417 av påvliga legater som en del av påvestaten. Staden hotades hela tiden av franska styrkor, som höll en stor garnison i Villeneuve-les-Avignon på andra sidan floden.
Då Kyrkostaten och tillhörande påvliga besittningar restaurerades under Wienkongressen 1815, hörde Avignon till undantagen och blev, liksom det omgivande Venaissin, kvar i franska händer.

## Bilder

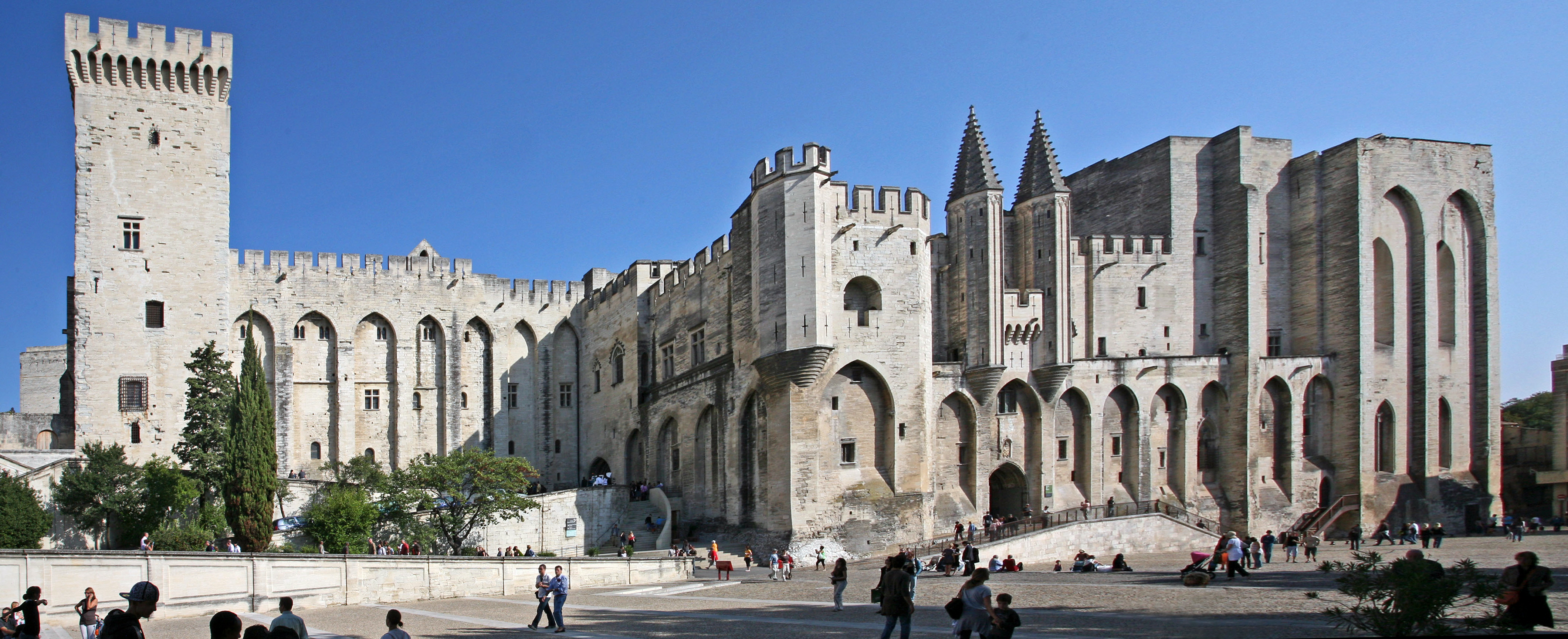
Påvepalatset.
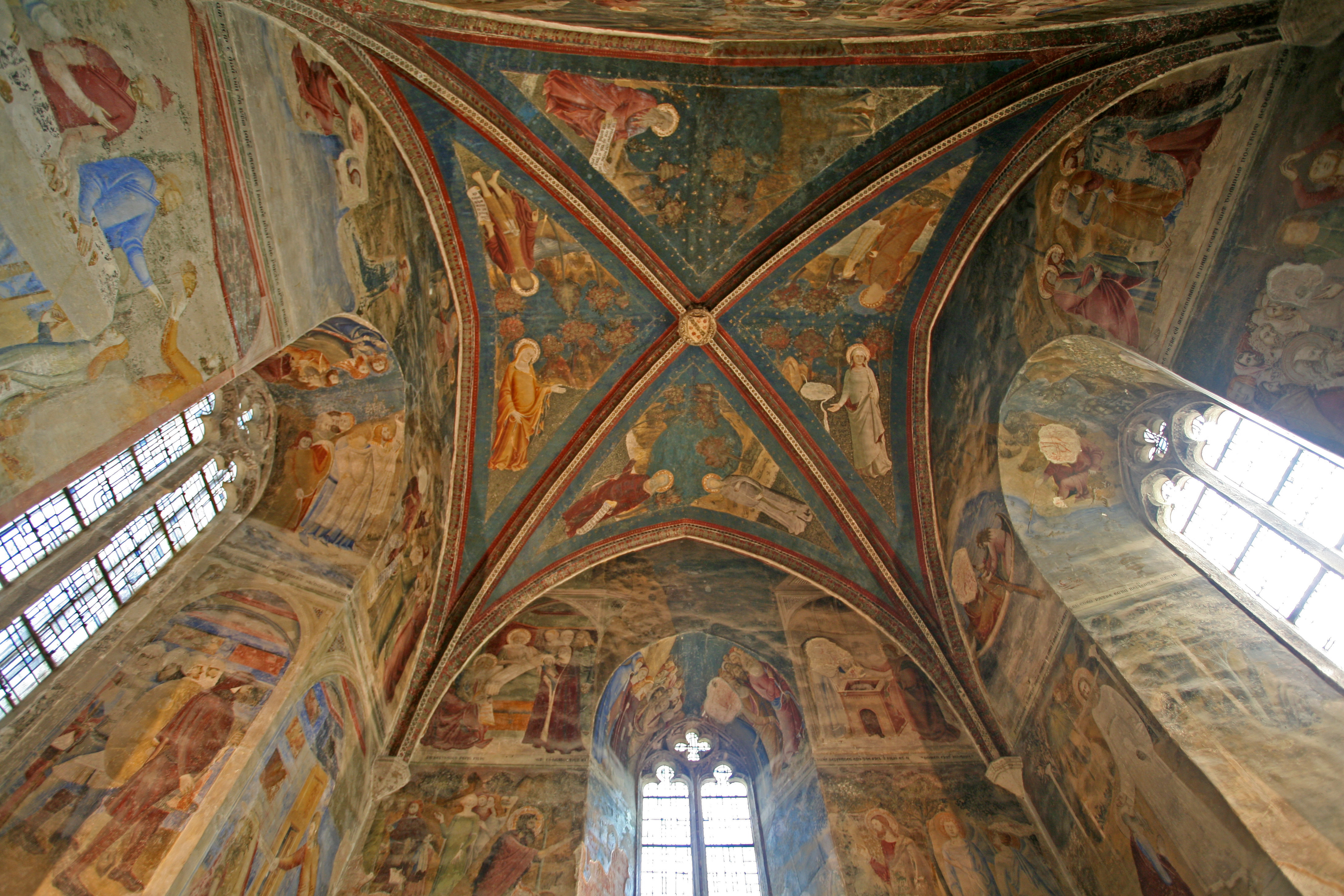
Takvalv i Sankt Johannes-kapellet.